# Макэйвенни, Фрэнк
Фрэнсис «Фрэнк» Макэйвенни (англ. Francis "Frank" McAvennie; род. 22 ноября 1959, Глазго) — шотландский футболист, игравший на позиции нападающего за «Сент-Миррен», «Вест Хэм Юнайтед» и «Селтик», дважды вступая за каждый из этих клубов. В составе «Селтика» он выиграл Премьер-дивизион Шотландии в сезоне 1987/1988 и Кубок Шотландии в 1988 году. В 1980-е годы провёл пять матчей за сборную Шотландии на высшем уровне, забив один гол. Участник чемпионата мира 1986 года в составе национальной сборной.

## Клубная карьера

### Ранняя карьера
Макэйвенни родился в Глазго, Шотландия, вырос в районе Милтон и посещал школу Святого Августина также в Милтоне. Начал свою игровую карьеру в шотландской юниорской футбольной лиге. В 1979 году Макэйвенни привлёк внимание местных скаутов своей игрой во время любительского матча с местной командой «Клуб 200» в Киркинтиллохе. Его рекомендовали местному юношескому клубу «Джонстон Бург», с которым был подписан контракт за гонорар в 500 фунтов стерлингов. После этого футболист проходил просмотр в клубе «Партик Тисл» и принял участие в одной игре, однако тренер команды Берти Олд провёл обратную замену шотландца и заявил, что тот никогда не сделает карьеру в футболе. Перед началом профессиональной карьеры вступил в Территориальную армию, а затем прошёл испытания в британской армии, но не был принят в неё из-за своей неспособности поразить цель во время тренировок по стрельбе. У него также был опыт работы дворником. Первым профессиональным клубом в карьере Макэйвенни  стал «Сент-Миррен», к которому Фрэнк присоединился в 1980 году в возрасте 20 лет. Его дебют в лиге состоялся в сезоне 1981/1982 в матче против «Эйрдрионианс» (3:4). Играя на позиции полузащитника, Макэйвенни забил два гола. В 1982 году он был назван лучшим молодым игроком года по версии PFA Шотландии. В течение следующих пяти лет нападающий провёл за «Сент-Миррен» 135 матчей в чемпионате, забив 48 голов.

### «Вест Хэм Юнайтед»
Хорошая игровая форма Макэйвенни в Шотландии привлекла внимание английских клубов, и летом 1985 года Макэйвенни провёл переговоры с «Лутон Таун» и их тренером Дэвидом Плитом. Несмотря на то, что переговоры продвигались хорошо, Макэйвенни решил не подписывать контракт с «Лутоном» из-за политической позиции председателя клуба Дэвида Эванса. Когда «Сент-Миррен» договорился о гонораре с «Вест Хэм Юнайтед», Макэйвенни встретился с тренером команды Джоном Лайаллом и его помощниками в сервисном центре «Тоддингтон» на автомагистрали М1 и подписал с ними контракт в июне 1985 года за 340 000 фунтов стерлингов. 17 августа 1985 года дебютировал за «Вест Хэм» в первой игре сезона против «Бирмингем Сити» (0:1), а его первые два гола за новый клуб пришлись на второй матч против «Куинз Парк Рейнджерс» (3:1). Первоначально Макэйвенни был подписан как атакующий полузащитник, но стал играть на позиции центрального нападающего после травмы Пола Годдарда в первой игре сезона. В результате Годдард потерял место в стартовом составе и покинул клуб в следующем сезоне. Макэйвенни сформировал отличный дуэт с молодым английским нападающим Тони Котти: Макэйвенни забил 26 голов в лиге, а Котти — 20. Помимо этого, шотландец забил гол как в Кубке лиги, так и в Кубке Англии, таким образом отличившись 28 раз в 51 матче во всех соревнованиях. В своём первом сезоне он помог «Вест Хэму» занять самую высокую итоговую позицию в английском футболе, заняв третье место и отстав от чемпиона «Ливерпуля» всего на четыре очка. Его голевой показатель в 26 голов в лиге превзошёл только Гэри Линекер, который забил 30 раз за «Эвертон», занявший второе место.
В это время успех Макэйвенни на поле привлёк внимание телепродюсеров. Он появился на шоу BBC Wogan, которое вёл Терри Воган, что, по утверждению самого футболиста, изменило его жизнь и познакомило его с образом жизни знаменитости: «Потом я подписал контракт с „Вест Хэмом“, и в меня швырнули деньги и девушек, и, эй, кто я такой, чтобы говорить „нет“? Это происходило не из-за моей внешности, а потому, что я был футболистом».
«Вест Хэму» было отказано в участии в Кубке УЕФА в следующем сезоне из-за запрета английским клубам участвовать в еврокубках, который начался годом ранее из-за катастрофы в Эйзеле. Следующий сезон был менее успешным: клуб финишировал 15-м, а сам Макэйвенни забил всего семь голов в 36 матчах и одиннадцать в 47 матчах во всех соревнованиях. Сезон 1987/1988 он начал ещё в «Вест Хэме».

### «Селтик»
В начале сезона 1987/1988 Макэйвенни сыграл за «молотобойцев» в восьми матчах, не сумев отличиться, а 2 октября 1987 года перешёл в «Селтик» за рекордный на тот момент клубный гонорар в размере 750 000 фунтов стерлингов. Перед этим на чемпионате мира по футболу 1986 года Грэм Сунесс предложил нападающему присоединиться к принципиальному сопернику «Рейнджерс», что сделало бы его первым католическим игроком, игравшим за протестантский клуб, но тот отказался, поскольку был фанатом «Селтика». На следующий день Фрэнк дебютировал за «Селтик» в матче против «Хиберниана» (1:1).
Макэйвенни медленно набирал форму в «Селтике» и, кроме того, принял участие в скандальном инциденте в ноябре 1987 года, когда он ввязался в драку на поле с Крисом Вудсом, Терри Бутчером и Грэмом Робертсом в игре Old Firm. Макэйвенни и Вудс сразу были удалены, а Бутчер был удалён с поля позже. Позже обо всех четверых было доложено прокуратуре, и футболисты предстали перед судом по обвинению в нарушении общественного порядка, связанном с их поведением в этой игре. Макэйвенни был признан невиновным, вина Робертса была не доказана, а Бутчер и Вудс были признаны виновными в нарушении общественного порядка.
Однако в конце концов Макэйвенни сумел вернуться к своей лучшей форме, его 15 голов в сезоне 1987/1988 помогли «Селтику» стать чемпионом Премьер-дивизиона Шотландии и, кроме того, сделать золотой дубль в Кубке Шотландии. В том сезоне (сезон столетия клуба) он был частью грозного атакующего трио с Энди Уокером и Джо Миллером. Одним из самых ярких моментов сезона для Макэйвенни стали два гола в январе 1988 года в победном матче «Селтика» против «Рейнджерс» (2:0). Майский финал кубка особенно запомнился Макэйвенни, поскольку он забил два поздних гола и помог одержать волевую победу над «Данди Юнайтед» со счётом 2:1, причём победный гол был забит на последней минуте.
Следующий сезон, 1988/1989, не был удачным для «Селтика», и команда заняла третье место в лиге после победителей «Рейнджерс» и занявшего второе место «Абердина». Однако Макэйвенни был одним из светлых пятен «Селтика» в том сезоне и к Рождеству 1988 года забил 11 голов. Однако перелом руки, полученный в новогоднем матче на «Айброксе» против «Рейнджерс», помешал продолжению его результативности. Макэйвенни также хотел вернуться в Лондон, чтобы иметь возможность проводить больше времени со своей тогдашней подругой, гламурной моделью Дженни Блит. После публичного скандала в марте 1989 года с тренером Билли Макниллом, не включившим нападающего в заявку на матч лиги против «Харт оф Мидлотиан», «Селтик» принял решение уступить неоднократным запросам на трансфер от Макэйвенни и продал его обратно в «Вест Хэм».

### Возвращение в «Вест Хэм»
Макэйвенни вернулся в «Вест Хэм Юнайтед» в марте 1989 года за 1,25 миллиона фунтов стерлингов, что стало рекордной суммой трансфера в его карьере. Его еженедельная зарплата составляла 2200 фунтов стерлингов, что также стало самой высокой зарплатой в его карьере. Согласно автобиографии менеджера «Селтика» Билли Макнилла, Макэйвенни хотел вернуться в Лондон к своей подруге-модели Дженни Блит. Макэйвенни утверждает в своей автобиографии, что «Селтик» отказался платить ему бонус за подписание. Незадолго до возвращения нападающего на «Болейн Граунд» «Селтик» принял предложение о трансфере от борющегося за титул «Арсенала», чей тренер Джордж Грэм искал проверенного бомбардира в партнёры с Аланом Смитом. Однако Макэйвенни отказался от возможности присоединиться к «Арсеналу» и вскоре после этого принял предложение от Джона Лайалла. В то время как «Арсенал» в последний день сезона уверенно завоевал титул чемпиона Первого дивизиона, «Вест Хэм» был переведён во Второй дивизион, а Макэйвенни не смог забить ни одного гола в оставшихся девяти играх сезона. С тех пор он признал, что его решение присоединиться к «Вест Хэму», а не к «Арсеналу», было основано на его любви к клубу, а не на возможности футбольного успеха.
Его второе пребывание в Лондоне было не таким успешным, как предыдущее. 19 августа 1989 года, теперь уже во втором дивизионе, нападающий сломал ногу в первом матче сезона после подката Криса Камары из «Сток Сити», что вывело его из игры до марта 1990 года 31 марта 1990 года он вернулся в футбол в матче против «Порт Вейл». К этому времени «Вест Хэм» был 10-м в лиге и в конечном итоге занял седьмое место, не сумев выйти в плей-офф. В этот тревожный период на Аптон Парке в отставку ушёл тренер команды Лу Макари, и его сменил Билли Бондс.
После травмы в бульварной прессе появились сообщения о том, что Макэйвенни угрожал судебным иском против Камары. Этого не произошло, и Фрэнк заявил, что не намерен подавать в суд. По мнению Камары, его подкат был безобидным и совершенно не нарушавшим правил, а Макэйвенни впоследствии создал «много лжи и фальшивых воспоминаний» относительно инцидента. Макэйвенни вспоминает в своей автобиографии Scoring, An Expert's Guide, что Камара «прошёл сквозь него, повалив его на землю», а затем встал над ним и сказал: «Вставай, шотландский ублюдок, это мужская игра». В результате подката Макэйвенни, сломавшему ногу и лодыжку и порвавшему связки, вставили две пластины и болт в лодыжку, а ещё одну пластину — в ногу. Возмущённые подкатом, некоторые болельщики «Вест Хэма» угрожали Камаре смертью. Получив травму, принимая обезболивающие и имея много свободного времени, Макэйвенни посещал ночные клубы Лондона, чтобы отвлечься от травм и скуки от отсутствия игры в футбол. Там он впервые попробовал кокаин, к которому вскоре пристрастился.
К сезону 1990/1991 Макэйвенни подошёл в полной готовности. 29 августа 1990 года он забил свой первый гол за «Вест Хэм» с апреля 1987 года в домашнем матче против «Портсмута» (1:1). По итогам сезона клуб сумел завоевать продвижение в высший дивизион страны и дошёл до полуфинала Кубка Англии 1990/1991, а сам шотландский нападающий сыграл в 34 матчах чемпионата и забил 10 голов.
Сезон 1991/1992 оказался разочаровывающим как для команды, так и для Макэйвенни. Он забил всего три гола в первой половине сезона, а «Вест Хэм» ни разу не выходил из тройки худших после Рождества. Шотландец также столкнулся с конкуренцией за место в стартовом составе со стороны новичка Майка Смолла. 2 мая 1992 года Фрэнк завершил карьеру в «Вест Хэме» на высокой ноте, сделав хет-трик в своём последнем матче против «Ноттингем Форест» после выхода на замену. К тому моменту, клуб уже покинул элитный дивизион, заняв 22-е и последнее место. Его результат в разочаровывающем для игрока и клуба сезоне составил всего шесть голов в 20 матчах чемпионата.

### «Астон Вилла»
Летом 1992 года Макэйвенни принял предложение Рона Аткинсона подписать контракт с «Астон Виллой» на правах свободного агента, но сыграл всего три игры в новой Премьер-лиге, поскольку партнёрство Дэлиана Аткинсона и Дина Сондерса, подписавшего контракт в начале сезона, привело к тому, что «Вилла» стала претендентом на титул. В итоге клуб занял второе место после «Манчестер Юнайтед», а сам нападающий так и не забил за «Виллу». Он официально покинул клуб в январе 1993 года, чтобы вернуться в «Селтик», который теперь отставал от доминирующей команды чемпионата «Рейнджерс», находившейся на пути к пятому подряд чемпионскому титулу.

### «Клифтонвилл» и «Саут Чайна»
В том же 1992 году Макэйвенни, находясь в поисках нового клуба, сыграл одну игру за команду чемпионата Северной Ирландии «Клифтонвилл», забив гол в полуфинале Золотого кубка. После этого шотландцу был предложен контракт с гонконгской командой «Саут Чайна». Несмотря на то, что местные болельщики и руководство хорошо его приняли, Макэйвенни счёл местные футбольные стандарты бесперспективными для себя. Он провёл только одну игру за «Саут Чайну», а затем вернулся в Великобританию.

### Возвращение в «Селтик»
Узнав об отъезде Макэйвенни из Гонконга, тренер Джон Ламби убедил Макэйвенни согласовать условия контракта с его командой «Партик Тисл». Несмотря на то, что на стадионе «Ферхилл» уже была запланирована пресс-конференция, посвящённая объявлению о подписании контракта, тренер «Селтика» Лиам Брейди сумел переубедить нападающего, и тот подписал контракт со своим бывшим клубом в январе 1993 года. В том сезоне он забил девять голов в 19 матчах чемпионата, хотя «Селтику» удалось финишировать только на третьем месте, а «Рейнджерс» завоевали свой пятый титул подряд.
В сезоне 1993/1994 Макэйвенни провёл всего 11 матчей в чемпионате, забив один гол, поскольку потерял место в команде после ухода Лиама Брейди и назначения тренером Лу Макари. В феврале 1994 года Макари отдал Фрэнка в аренду аутсайдеру английской Премьер-лиги «Суиндон Таун», за который он провёл всего семь матчей в лиге и не смог забить. «Суиндон» опустился на последнее место в конце сезона 1993/1994, в котором им удалось одержать только пять побед, а в ворота команды было забито 100 голов. Самый яркий момент его выступлений на «Каунти Граунд» произошёл 19 марта 1994 года, когда Макэйвенни помог сдержать лидера лиги (и, в конечном итоге, обладателя золотого дубля) «Манчестер Юнайтед», матч завершился со счётом 2:2.

### «Фалкирк» и «Сент-Миррен»
Летом 1994 года Макэйвенни покинул «Селтик» во второй раз и подписал контракт с «Фалкирком», недавно завоевавшим продвижение в шотландский Премьер-дивизион на сезон 1994/1995. Нападающий отличился за новый клуб дважды в трёх играх, после чего на правах свободного агента 14 октября 1994 года вернулся в «Сент-Миррен». В том сезоне он сыграл семь игр за «Сент-Миррен», но не забил, приняв решение завершить карьеру игрока по окончании сезона в возрасте 35 лет. За профессиональную карьеру, которая длилась 15 лет, нападающий забил в общей сложности 136 голов в английской и шотландской лигах.

## Карьера за сборную
В конце 1985 года был вызван в сборную Шотландии на матч плей-офф отборочного турнира чемпионата мира 20 ноября с Австралией на Хэмпден-парке. После гола Дэви Купера на 58-й минуте Макэйвенни забил второй гол в матче на 60-й минуте в своём дебютном матче. Игра завершилась со счётом 2:0 в пользу Шотландии. В ответном матче в Мельбурне 4 декабря 1985 года, который стал второй игрой Макэйвенни за сборную, голов забито не было, в результате чего Шотландия прошла квалификацию на чемпионат мира по футболу 1986 года. После перелёта со сборной в Австралию вернулся в Великобританию и всего через три дня забил единственный гол за «Вест Хэм» в матче на «Лофтус Роуд» против «Куинз Парк Рейнджерс».
В 1986 году был вызван в сборную Шотландии на чемпионат мира в Мексике тренером сборной Алексом Фергюсоном. На турнире появился на поле дважды, оба раза выйдя на замену в проигранных матчах против Дании (0:1) и ФРГ (1:2). Макэйвенни провёл пять матчей за Шотландию, последней игрой стал матч в феврале 1988 года против Саудовской Аравии (2:2) в Эр-Рияде.

## Стиль жизни
По общему мнению, во время своей игровой карьеры он вёл образ жизни плейбоя, включающий выпивку, наркотики и распутство. Его образ жизни послужил источником вдохновения для создания пародийного персонажа, которого сыграл Джонатан Уотсон в шотландской комедийной телепрограмме «Только оправдание?».
В 2000 году был оправдан в суде по делу об инциденте, связанном с поставкой контролируемых наркотиков, Макэйвенни оказался в тяжёлом финансовом положении и прибёг к продаже своих медалей поддерживающему «Селтик» бизнесмену Уилли Хоги за небольшую сумму, позже они были возвращены Фрэнку в 2017 году.
12 января 2009 года Макэйвенни был приговорён к четырём месяцам условно за драку после инцидента в июле 2008 года, когда он ударил мужчину головой в Дугласе на острове Мэн.

## Статистика

### Международная
| Шотландия |       |      |
| Год       | Матчи | Голы |
| 1985      | 2     | 1    |
| 1986      | 2     | 0    |
| 1988      | 1     | 0    |
| Всего     | 5     | 1    |

### Голы за сборную
| # | Дата           | Место проведения     | Противник | Счёт | Результат | Соревнование                 |
| - | -------------- | -------------------- | --------- | ---- | --------- | ---------------------------- |
| 1 | 20 ноября 1985 | Хэмпден Парк, Глазго | Австралия | 2:0  | 2:0       | Отбор на чемпионат мира 1986 |

## Достижения

### Командные
«Сент-Миррен»
- Кубок Ренфрушира: 1984/1985[58]

«Селтик»
- Премьер-дивизион Шотландии: 1987/1988[59]
- Кубок Шотландии: 1987/1988[59]

«Вест Хэм Юнайтед»
- Вице-чемпион второго дивизиона Футбольной лиги: 1990/1991[59][60]

### Личные
- Молодой игрок года по версии PFA Шотландии: 1981/1982[59][60]
- Игрок года в «Вест Хэм»: 1985/1986 (2-е место)[61]